# McGill
McGill è un census-designated place (CDP) degli Stati Uniti, situato nella Contea di White Pine nello stato del Nevada. Al censimento del 2000 la popolazione era di 1.054 abitanti, saliti a 1.148 nel 2010.

## Geografia fisica
Secondo i rilevamenti dell'United States Census Bureau, la località di McGill si estende su una superficie di 2,9 km², tutti occupati da terre.

## Popolazione
Secondo il censimento del 2000, a McGill vivevano 1.054 persone, ed erano presenti 305 gruppi familiari. La densità di popolazione era di 368 ab./km². Nel territorio comunale si trovavano 559 unità edificate. Per quanto riguarda la composizione etnica degli abitanti, il 93,02% era bianco, il 2,75% era nativo, lo 0,19% era asiatico e lo 0,09% proveniva dall'Oceano Pacifico. L'1,80% della popolazione apparteneva ad altre razze e il 1,14% a più di una. La popolazione di ogni razza ispanica corrispondeva al 6,74% degli abitanti.
Per quanto riguarda la suddivisione della popolazione in fasce d'età, il 24,7% era al di sotto dei 18, il 6,4% fra i 18 e i 24, il 22,8% fra i 25 e i 44, il 25,0% fra i 45 e i 64, mentre infine il 21,2% era al di sopra dei 65 anni di età. L'età media della popolazione era di 43 anni. Per ogni 100 donne residenti vivevano 97,7 maschi.